# Aston Martin One-77
O One-77 é um cupê fabricado pela Aston Martin. Ele apareceu pela primeira vez no Paris Motor Show 2008, porém o carro permaneceu parcialmente coberto, mostrando apenas uma pequena parte da lateral e da dianteira. O carro foi revelado totalmente no Salão de Genebra 2009.
O coupe teve uma produção limitada de apenas 77 exemplares.